# پل عوارضی اوپیکی

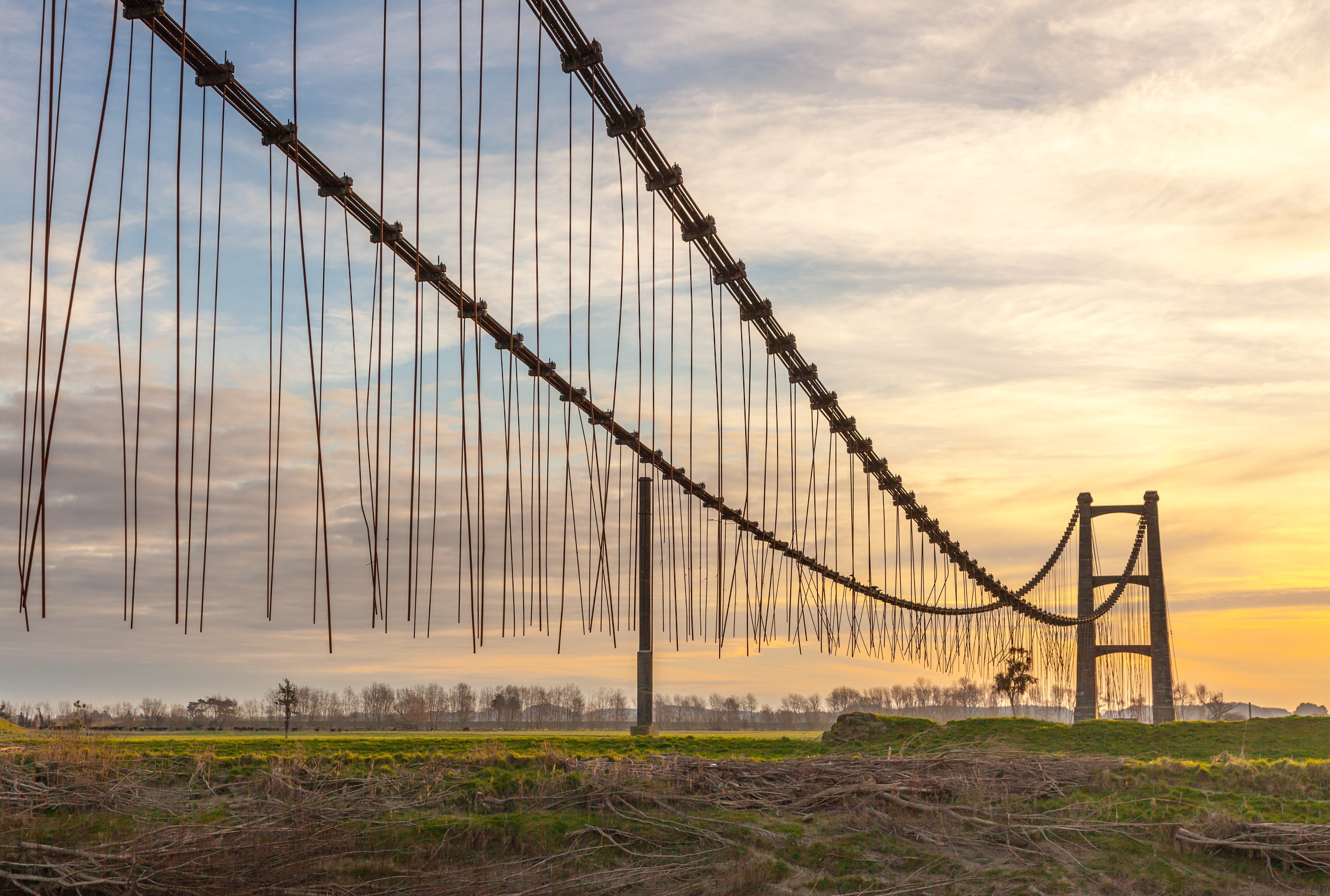
پل عوارضی اوپیکی

پل عوارضی اوپیکی یا پل معلق شرکت کتان تِین هِمپ پلی متروکه در اوپیکی (Opiki)، هوروهنوا، نیوزیلند است که از رودخانه ماناواتو (Manawatū River) می‌گذرد. این پل در سال ۱۹۱۸ توسط یک شرکت محلی کتان افتتاح شد و پس از ورشکستگی شرکت، این پل در فهرست میراث نیوزیلند به عنوان مکان تاریخی رده یک ثبت شده است. با فاصله ۱۴۵.۴ متر (۴۷۷ فوت) بین برج‌های پل، در زمان ساخت، طولانی‌ترین دهانه اصلی پل در نیوزیلند را داشت.

## تاریخ
پس از تأسیس شرکت Tane Hemp در سال ۱۹۱۵ توسط شرکت‌های کتان محلی، این شرکت به دلیل مشکل در دسترسی به ایستگاه راه‌آهن محلی، از مارس ۱۹۱۷ تا ژانویه ۱۹۱۸ پل را بر روی رودخانه ماناواتو در اوپیکی ساخت.
طراح پل، جوزف داوسون، گزارش شده که مهندسی خودآموخته بود و مدرک نداشت. او ادعا می‌کرد که پل‌هایش می‌توانند ۲۰۰ سال دوام بیاورند. علی‌رغم فقدان صلاحیت‌های لازم، پل سالم بود و از زلزله مخرب ۱۹۳۴ پاهیاتوا جان سالم به در برد. برج‌ها ۱۴۵.۴ متر (۴۷۷ فوت) از هم فاصله دارند که این پل را در زمان ساخت به پلی با طولانی‌ترین دهانه اصلی در نیوزیلند تبدیل کرد و از پل معلق کلیفدن با ۱۱۱.۵ متر (۳۶۶ فوت) پیشی گرفت.
پل در طول سال‌ها به دلیل عدم نگهداری وخیم شده است. در سپتامبر ۲۰۲۳، یک طرف کابل‌های پل به داخل رودخانه افتاد. آنها در مارس ۲۰۲۴ دوباره روی پل بازگردانده شدند.